# فیلیپ ژوزه فارمر
فیلیپ ژوزه فارمر (انگلیسی: Philip José Farmer; ۲۶ ژانویهٔ ۱۹۱۸ – ۲۵ فوریهٔ ۲۰۰۹) رمان‌نویس و نویسنده داستان کوتاه اهل ایالات متحده آمریکا بود.
از کارهای فارمر می‌توان به زهره نیم پوسته اشاره کرد. وی همچنین برندهٔ جوایزی همچون جایزه یادبود دیمون نایت، جایزه ادبی هوگو برای بهترین رمان، و جایزه هوگو شده‌است.